# Delta V (band)
Delta V is een Italiaanse muziekgroep. De kern van de Milanese band bestaat uit het duo Carlo Bertotti en Flavio Ferri die sinds 1996 samenwerken. De hoofdvocalist van Delta V is Francesca Tourè, zij volgde in 2005 Gi Kalweit op. In 2006 verscheen het vijfde studioalbum van de groep: Piogia, Rosso, Acciaio. Delta V heeft de traditie om op ieder album een klassieker te coveren. Voorbeelden hiervan zijn Un' estate fa (belle histoire) en Prendila così. De Engelse versie van Un' estate fa, Summer's Ending trekt in 2001 ook de aandacht van de Britse Radio-dj's.

## Discografie
- Spazio (1998)
- Psychobeat (1999)
- Monaco '74 (2001)
- Le cose cambiano (2004)
- Delta V Collection (2005)
- Pioggia, Rosso, Acciaio (2006)
- Heimat (2019)